# Поль-Жорж Нтеп
Поль-Жорж Нтеп де Мадіба́ (фр. Paul-Georges Ntep, нар. 29 липня 1992, Дуала) — камерунський і французький футболіст, фланговий півзахисник клубу «Кайсеріспор» на правах оренди з «Вольфсбурга».
Виступав, зокрема, за клуби «Осер» та «Ренн». Грав за національну збірну Франції в товариських матчах у 2015 році, однак змінив громадянство та з 2018 року виступає за національну збірну Камеруну.

## Клубна кар'єра
Народився 29 липня 1992 року в місті Дуала. Вихованець юнацьких клубів передмість Парижа.
У дорослому футболі дебютував 2009 року виступами за другу команду «Осера», в якій провів три сезони, взявши участь у 37 матчах чемпіонату. До складу головної команди почав залучатися 2010 року. Грав за основну команду чотири сезони, лише з 2012/13 ставши стабільним гравцем основного складу. Загалом провів за клуб з Осера 51 матч у чемпіонаті.
2014 року уклав контракт з клубом «Ренн», у складі якого провів наступні три роки своєї кар'єри гравця.  Більшість часу, проведеного у складі «Ренна», був основним гравцем команди.
9 січні 2017 року уклав контракт з німецьким клубом «Вольфсбург», вартість трансфера склала 5 мільйонів євро. У німецькому клубі провів 15 матчів у чемпіонаті, не забивши жодного разу.
17 січня 2018 за браком ігрової практики в Бундеслізі перейшов на півсезону в оренду до французького «Сент-Етьєна». У Лізі 1 він теж не відзначився результативністю: лише 1 гол у 13 матчах.
До складу клубу «Вольфсбург» повернувся влітку 2018. У сезоні 2018/19 був непотрібним клубу, тренуючись з основним складом, але так жодного разу не вийшовши на поле. Влітку 2019 був переведений у дубль та виставлений на трансфер.
28 серпня 2019 перейшов на один сезон в оренду до турецького «Кайсеріспора».

## Виступи за збірні
У 2010 році дебютував у складі юнацької збірної Франції, взяв участь у 3 іграх на юнацькому рівні.
Протягом 2013–2014 років залучався до складу молодіжної збірної Франції. На молодіжному рівні зіграв у 20 офіційних матчах, забив 11 голів.
У 2015 році зіграв два товариські матчі в складі національної збірної Франції.
2018 року змінив футбольне громадянство для виступів за свою історичну батьківщину. 12 жовтня 2018 дебютував за збірну Камеруну у грі проти Малаві, а 9 червня 2019 забив перший гол за національну команду у ворота Замбії.

## Статистика виступів

### Статистика виступів за збірну
| Дата       | Місто    | Господарі | Результат | Гості   | Турнір           | Голи | Примітки |
| ---------- | -------- | --------- | --------- | ------- | ---------------- | ---- | -------- |
| 07-06-2015 | Сен-Дені | Франція   | 3 – 4     | Бельгія | товариський матч | -    | 80'      |
| 13-06-2015 | Ельбасан | Албанія   | 1 – 0     | Франція | товариський матч | -    | 59'      |
| Усього     |          | Матчів    | 2         |         | Голів            | 0    |          |

| Дата       | Місто      | Господарі | Результат | Гості   | Турнір                                  | Голи | Примітки |
| ---------- | ---------- | --------- | --------- | ------- | --------------------------------------- | ---- | -------- |
| 12-10-2018 | Яунде      | Камерун   | 1 – 0     | Малаві  | Відбір до Кубка африканських націй 2019 | -    | 61'      |
| 16-10-2018 | Блантайр   | Малаві    | 0 – 0     | Камерун | Відбір до Кубка африканських націй 2019 | -    | 67'      |
| 9-6-2019   | Махадаонда | Камерун   | 2 – 1     | Замбія  | товариський матч                        | 1    | 68'      |
| 12-10-2019 | Радес      | Туніс     | 0 – 0     | Камерун | товариський матч                        | -    | 46'      |
| Усього     |            | Матчів    | 4         |         | Голів                                   | 1    |          |